# Cliff Battles
Clifford Franklin Battles (1 de mayo de 1910 - 28 de abril de 1981) fue un halfback de fútbol americano en la National Football League.  Battles fue seleccionado para el Salón de la Fama del Fútbol Americano Profesional en 1968.

## Primeros años
Battles nació en Akron, Ohio  Asistió a la preparatoria Kenmore High School.

## Carrera universitaria
Battles asistió y jugó fútbol americano universitario en el West Virginia Wesleyan College.  Su temporada más prominente fue en 1931, cuando anotó 15 touchdowns y logró cuatro puntos extras.  Su mejor partido como jugador universitario también fue en 1931, fue en contra del Salem College, anotando siete touchdowns y consiguiendo 354 yardas por tierra, 91 yardas en devoluciones de patada, y 24 yardas por recepción, totalizando 469 yardas.
Fue seleccionado para el West Virginia Hall of Fame en 1950 y al Salón de la Fama del Fútbol Americano Universitario en 1955.

## Carrera profesional
Después de terminar la universidad, Battles tuvo muchas ofertas de equipos como los New York Giants y los Portsmouth Spartans, entre otros más de la NFL. Pero firmó con los Boston Braves (los actuales Washington Redskins) en 1932, ya que le ofrecieron $175 dólares por juego, en comparación con los $150 que le ofrecían en otros equipos.
En 1932, Battles ganó el título de yardas por tierra de la NFL como novato.  Tuvo una buena temporada en 1933, pero el día 8 de octubre de 1933, Battles, jugando para los ahora llamados Boston Redskins, se convirtió en el primer jugador en acumular más de 200 yardas por tierra en un partido, terminando ese partido en contra de los New York Giants con un total de 215 yardas en 16 acarreos y un touchdown.
En 1937, los Redskins se mudaron de Boston a Washington D. C. y lograron adquirir al quarterback Sammy Baugh.  En esa temporada, Baugh y Battles combinaron sus talentos, tal y como se había anticipado.  Durante su último partido de temporada regular, Battles anotó tres touchdowns y los Redskins vencieron a los Giants por el título de la División Este.  En el juego por el campeonato de 1937 en contra de los Chicago Bears una semana después, Battles anotó el primer touchdown en la victoria por marcador de 28-21, que le dio a los Redskins su primer título de la NFL.
En el que sería su último partido de temporada regular el 5 de diciembre de 1937, Battles corrió para 165 yardas en contra de los Giants en el Polo Grounds. Esa temporada, Battles de nuevo fue el líder corredor de la liga con 874 yardas en 216 acarreos.  En seis temporadas, Battles totalizó 3,511 yardas por acarreo.
Después de 1937, Battles esperaba un aumento en su salario.  Pero George Preston Marshall, el dueño de los Redskins, se negó a pagarle más de $3,000 dólares por año (salario que Battles recibía desde su temporada de novato).  Battles prefirió el retiro al final de la temporada de 1937.

## Carrera como entrenador
Después de 1937, Battles aceptó un trabajar como asistente de entrenador en la Universidad de Columbia de 1938 a 1943.  En su estancia en Columbia, Battles también fue el entrenador principal del equipo varonil de baloncesto de 1942 a 1943.  Sirvió con los Marines durante la Segunda Guerra Mundial.  Al terminar la guerra, Battles se convirtió en el entrenador en jefe de los Brooklyn Dodgers de la All-America Football Conference de 1946 a 1947.

## Después del fútbol americano
Después de terminar su carrera como entrenador, Battles se convirtió en asociado de General Electric en el área metropolitana de Washington antes de retirare en 1979.  Murió el 28 de abril de 1981 en Clearwater, Florida, y está sepultado en el cementerio Parklawn en Rockville, Maryland.